# Gurenne
Ne doit pas être confondu avec Frafra (peuple).
Le gurenne, aussi appelé ninkare ou frafra, est une langue oti-volta du groupe des langues gour, parlée au Burkina Faso et au Ghana par près de 850 000 personnes.

## Écriture
L’alphabet latin est utilisé pour écrire le gurenne, celui-ci utilisé des caractères supplémentaires.
Au Burkina Faso, l’orthographe gurenne officielle utilise l’alphabet national burkinabè, agréé par la Commission nationale des langues burkinabè.
| A | B | D | E | Ɛ | F | G | H | I | Ɩ | K | L | M | N | Ŋ | O | Ɔ | P | R | S | T | U | Ʋ | V | W | Y | Z |
| a | b | d | e | ɛ | f | g | h | i | ɩ | k | l | m | n | ŋ | o | ɔ | p | r | s | t | u | ʋ | v | w | y | z |

En plus des lettres de l’alphabet, l’orthographe gurenne utilise le tilde sur le voyelles ‹ ã, ẽ, ɛ̃, ĩ, õ, ɔ̃, ũ › pour indiquer leur nasalisation /ã, ẽ, ɛ̃, ĩ, õ, ɔ̃, ũ/. Bien que le gurenne soit une langue tonale, les tons ne sont habituellement pas indiqués.